# Identidade de Li Shanlan
Na matemática, em combinatória, a identidade de Li Shanlan (também chamada fórmula da soma de Li Shanlan) é uma identidade combinatórial atribuída ao matemático chinês Li Shanlan. Como Li Shanlan é também conhecido como Li Renshu, esta identidade é também referenciada como identidade de Li Renshu. Esta identidade aparece no terceiro capítulo de Duoji bilei (垛积比类 / 垛積比纇, significando somando séries finitas), um texto matemático de autoria de Li Shanlan publicado em 1867 como parte de suas obras reunidas. O matemático tcheco Josef Kaucky publicou uma prova elementar da identidade juntamente com uma história da mesma em 1964. Kaucky atribuiu a identidade a um certo Li Jen-Shu. A partir do relato da história da identidade, foi verificado que Li Jen-Shu é na verdade Li Shanlan. Estudiosos ocidentais estudavam matemática chinesa por seu valor histórico; mas a atribuição dessa identidade a um matemático chinês do século XIX provocou um repensar sobre o valor matemático dos escritos de matemáticos chineses.
"No Ocidente, Li é mais lembrado por uma fórmula combinatória, conhecida como 'identidade de Li Renshu', que ele deduziu usando apenas métodos matemáticos chineses tradicionais."

## A identidade
A identidade de Li Shanlan estabelece que
{\displaystyle \sum _{k=0}^{p}{p \choose k}^{2}{{n+2p-k} \choose {2p}}={{n+p} \choose p}^{2}}.
Li Shanlan não apresentou a identidade desta forma. Ele a apresentou da maneira tradicional chinesa algorítmica e retórica.

## Provas da identidade
Li Shanlan não deu uma prova da identidade em Duoji bilei. A primeira prova usando equações diferenciais e polinômios de Legendre, conceitos estrangeiros para Shanlan, foi publicada por Pál Turán em 1936, e a prova apareceu em chinês em um artigo de Jack Yung Chang publicado em 1939. Desde então pelo menos quinze provas diferentes foram apresentadas. A seguinte é uma das provas mais simples.
A prova começa expressando {\displaystyle n \choose q} como a identidade de Vandermonde:
{\displaystyle {n \choose q}=\sum _{k=0}^{q}{{n-p} \choose k}{p \choose {q-k}}}.
Pré-multiplicando ambos os lados por {\displaystyle n \choose p},
{\displaystyle {n \choose p}{n \choose q}=\sum _{k=0}^{q}{n \choose p}{{n-p} \choose k}{p \choose {q-k}}}.
Usando a seguinte relação
{\displaystyle {n \choose p}{{n-p} \choose k}={{p+k} \choose k}{n \choose {p+k}}}
a relação acima pode ser transformada em
{\displaystyle {n \choose p}{n \choose q}=\sum _{k=0}^{q}{p \choose {q-k}}{{p+k} \choose k}{n \choose {p+k}}}.
Em seguida a relação
{\displaystyle {p \choose {q-k}}{{p+k} \choose {k}}={q \choose k}{{p+k} \choose {q}}}
é usada para obter
{\displaystyle {n \choose p}{n \choose q}=\sum _{k=0}^{q}{q \choose k}{n \choose {p+k}}{{p+k} \choose q}}.
Outra aplicação da identidade de Vandermonde produz
{\displaystyle {{p+k} \choose q}=\sum _{j=0}^{q}{p \choose j}{k \choose {q-j}}}
e portanto
{\displaystyle {n \choose p}{n \choose q}=\sum _{k=0}^{q}{q \choose k}{n \choose {p+k}}\sum _{j=0}^{q}{p \choose j}{k \choose {q-j}}}.
Como {\displaystyle p \choose j} é independente de k, isso pode ser colocado na forma
{\displaystyle {n \choose p}{n \choose q}=\sum _{j=0}^{q}{p \choose j}\sum _{k=0}^{q}{q \choose k}{n \choose {p+k}}{k \choose {q-j}}}.
Em seguida, o resultado
{\displaystyle {q \choose k}{k \choose {q-j}}={q \choose j}{j \choose {q-k}}}
fornece
{\displaystyle {n \choose p}{n \choose q}=\sum _{j=0}^{q}{p \choose j}\sum _{k=0}^{q}{q \choose j}{j \choose {q-k}}{n \choose {p+k}}}
{\displaystyle =\sum _{j=0}^{q}{p \choose j}{q \choose j}\sum _{k=0}^{q}{j \choose {q-k}}{n \choose {p+k}}}
{\displaystyle =\sum _{j=0}^{q}{p \choose j}{q \choose j}{{n+j} \choose {p+q}}}.
Definindo p = q e trocando j por k,
{\displaystyle {n \choose p}^{2}=\sum _{k=0}^{p}{p \choose k}^{2}{{n+k} \choose {2p}}}.
A identidade de Li segue a partir disso, substituindo n por n + n e fazendo algum rearranjo de termos na expressão resultante:
{\displaystyle {{n+p} \choose p}^{2}=\sum _{k=0}^{p}{p \choose k}^{2}{{n+2p-k} \choose {2p}}}.

## SobreDuoji bilei
O termo duoji denota um certo método tradicional chinês de calcular somas de pilhas. A maior parte da matemática desenvolvida na China desde o século XVI está relacionada ao método duoji. Li Shanlan foi um dos maiores expoentes desse método e Duoji bilei é uma exposição de seu trabalho relacionado a esse método. Duoji bilei consiste em quatro capítulos: o Capítulo 1 lida com pilhas triangulares, o Capítulo 2 com séries de potências finitas, o Capítulo 3 com pilhas triangulares auto-multiplicáveis e o Capítulo 4 com pilhas triangulares modificadas.